# Prise de Villefranche-sur-Mer
Première Coalition
Batailles
La prise de Villefranche-sur-Mer ou prise de Villefranche-en-Piémont est un épisode de la Première Coalition, victorieux pour les troupes françaises qui s'emparent de la ville le 9 vendémiaire an I (30 septembre 1792) .

## Préambule
Pour être maître entièrement du comté de Nice, il restait au général Anselme à soumettre Villefranche-en-Piémont. La hardiesse lui avait livré Nice, il sentit nécessaire de redoubler d'audace pour occuper Villefranche. Il part le 3 septembre 1792, à la tête d'un détachement d'infanterie et de dragons.

## La prise de la ville
Instruit des préparatifs des Piémontais pour évacuer la ville, il prend les devants avec quatorze dragons, s'approche audacieusement de Villefranche, menace le gouverneur piémontais, Charles-François Thaon de Revel, d'une escalade, intimide ce commandant qui a la lâcheté de se rendre sans résistance et à discrétion avec dix-neuf officiers et trois cents hommes de garnison le 9 vendémiaire an I (30 septembre 1792).

## Bilan
Il y avait dans cette place plus de cent canons, mortiers ou obusiers, dont une partie en bronze, et une grande quantité de munitions de guerre, cinq mille fusils, un million de cartouches à balles et beaucoup d'effets militaires. 
Il se trouvait également dans le port une frégate et une corvette armées, qui furent capturées ainsi que l'arsenal de la marine qui était bien pourvu.